# Шипоноски
Шипоноски, или горбатки (лат. Mordellidae) — семейство насекомых отряда жесткокрылых. Известно 2308 видов горбаток в составе 115 родов.

## Внешнее строение имаго
Небольшие жуки; в длину достигают от 1,5 до 15 мм, но обычно они бывают 3—8 мм.
Тело имеет выпуклую суженную к вершине форму, в связи с чем при взгляде сбоку напоминает запятую. Обычно окрашено в чёрный, реже имеет участки, покрытые короткими прилегающими волосками коричневого, красноватого, жёлтого или оранжевого цветов. Вершинный сегмент брюшка вытянут в конусовидный шип, не прикрытый или лишь частично прикрытый надкрыльями. Голова свободная, гипогнатическая, резко сужена позади глаз. Снизу видна тонкая шеевидная перетяжка. В состоянии покоя голова подогнута под переднегрудной сегмент, с которым соединена очень подвижно, вниз и назад. Глаза мелкофасеточные, могут быть от узких удлинённо-овальных до широких короткоовальных или почти круглых. Передний край глаза вытянут, но обычно не достигает оснований мандибул. Окраска глаз подвержена внутривидовой изменчивости от чёрного до золотисто-жёлтого цвета. Усики состоят из 11 члеников, из которых первые два цилиндрические, а остальные нитевидные или в разной степени пиловидные.
Верхняя губа имеет поперечную или полуовальную форму, её передний край обычно широко округлый. Клипеус узкий трапециевидный, прикрывает основание верхней губы. Мандибулы симметричные, треугольные, сильно склеротизированы. Состоят из короткой изогнутой двувешинной резцовой части, крупного выроста у основания мандибулы (молой) с округлой выемкой на вершине, а также широкой мембранозной пластинки, несущей многочисленные мелкие щетинки по краям, — простеки. Максиллы состоят из треугольного кардо, стипеса, расчленённого на базистипес и медиостипес, или субгалеа, и пальпигера. Кардо и базистипес имеют треугольную форму, субгалеа — продольную, а пальпигер — тругольно-продольную. Максиллярный щупик из четырёх члеников: вершинный и иногда предвершинный членики разнообразны по форме, но в целом в различной степени продольно вытянуты; имеющая более базальное положение галеа широкая, имеет округлую вершину и покрыта краевыми волосками; лациния узкая, продольная, на вершине несёт длинные щетинки. Нижняя губа состоит из трёх частей: поперечного субментума с сильной склеротизацией, который тесно слит с мембранозным ментумом в форме трапеции, а также небольшого треугольно-продольного прементума. Ментум прикрывает основание прементума и несёт хорошо развитые щупики из трёх члеников и крупные округлые параглоссы, которые опушены мягкими краевыми волосками.
Переднегрудь подвижно сочленена со среднегрудью. На боковых краях переднеспинки имеется острый килевидный кант. Форма переднеспинки как правило поперечная, реже продольная, квадратная или почти круглая. К переднему краю она в разной степени сужается, а углы закруглены. Основание переднеспинки слабовыемчатое. Задние края на вершинах острые, прямые, широкоокруглые или слабо притупленные. Боковые края при взгляде сверху выглядят прямыми или изогнутыми в виде букв C или S. Щиток треугольно-овальный со сглаженным задним углом или (у Tomoxia) четырёхугольный, сверху виден примерно на две трети длины, остальная треть прикрыта основанием диска. Стернит в виде узкого полукольца с острыми углами по бокам, сзади резко сужается, продолжаясь в виде простернального отростка. Среднегрудь — самый короткий отдел тела, неподвижно спаянный с заднегрудью. Её тергит скрыт под надкрыльями, стернит пятиугольный с вырезками по бокам, в которых заключены тазиковые впадины. Эпимеры и эпистерны широкие, отделены друг от друга швом и имеют поперечную форму. Заднегрудь сильно развита, имеет крупный трапециевидный стернит. Эпимеры и эпистерны слиты между собой. Крупные задние тазики неподвижно срастаются заднегрудью.
Надкрылья оставляют непрекрытым пигидий, а у некоторых представителей также частично или полностью пропигидий. Бока надкрылий почти параллельные до задней трети или четверти, реже прямолинейно сужающиеся от плеч к вершинам или в разной степени выпуклые. Вершины могут быть от округлых до почти остро-треугольных. Поверхность надкрылий имеет тонко или грубо пунктированную скульптуру, густо опушена прилегающими мягкими волосками, отливающими разными цветами. У большинства шипоносок надкрылья чёрные, но у некоторых видов из родов Mordellistena, Mordellochroa и Stenalia они могут быть полностью или частично коричневыми, жёлтыми или красными. У представителей родов Curtimorda, Hoshihananomia, Mordellaria Tomoxia и Variimorda светлые волоски образуют рисунок из пятен и перевязей разнообразной формы.
Ноги задней пары наиболее длинные. Передние тазики выступающие, треугольно-продольной формы, соприкасаются между собой. Средние тазики продольно-овальные, не выступающие и не соприкасающиеся. Задник тазики крупные, неподвижно соединены с заднегрудью. Вертлуги небольшие, плотно прилегают к нижнему краю бёдер. Бёдра относительно длинные, имеют уплощённую форму, слабо искривлены ковнутри и сужены от основания к вершине. Передние и средние голени обычно равны по длине бёдрам, относительно тонкие, прямые или расширенные к вершине. Вершины прямые или косо обрубленные с едва различимыми шпорами. Задние голени короче бёдер, к вершине слабо расширены и косо срезаны, вооружены двумя крупными или одной (у Mordellina) шпорами, наружная из которых длиннее внутренней. Цвет шпор от чёрного до красного и светло-жёлтого. На наружной латеральной и дорсальной поверхности голеней имеются разнообразные насечки. Лапки передних и средних ног состоят из пяти члеников, а задних — из четырёх. На вершинных члениках лапок имеется по два простых латеральных коготка.

## Внешнее строение личинок
Тело личинок червеобразное, C- или S-образно изогнутое или прямое, имеет хорошо развитую голову и три пары ног. Форма вальковатая с постоянной шириной от переднегруди до предпоследнего сегмента брюшка. Дорсальная сторона тела выпуклая, а вентральная слабо уплощена. Покровы мягкие. На вершине брюшка имеются сильно склеротизированные опорные отростки, которые могут быть удлинёнными и непарными или короткими и разделёнными на два до основания. Тело окрашено равномерно от молочно-белого до тёмно-жёлтого.

## Распространение
Распространены всесветно.

## Палеонтология
В ископаемом состоянии жуки, похожие на горбаток, встречаются начиная с середины юрского периода. Первые достоверные находки семейства происходят из меловых янтарей, таких как бирманский (Angimordella burmitina), испанский и якутский (Yakutia sukachevae).

## Экология и местообитания
Одни личинки питаются растительной материей в гниющей древесине. Другие личинки — хищники. Третьи — минёры листьев и стеблей растений. Взрослые жуки посещают цветки и часто выступают в роли опылителей. Относятся к древнейшим известным опылителям цветковых растений.

## Систематика
- Семейство: Mordellidae
  - Подсемейство: Ctenidiinae Franciscolo, 1951
    - Род: Ctenidia

  - Подсемейство: Mordellinae
    - Триба: Conaliini
    - Триба: Mordellini
      - Рода: Boatia — Curtimorda — Hoshihananomia — Iberomorda — Ideorhipistena — Mediimorda — Mordella — Mordellaria — Stenomordellaria — Tomoxia — Trichotomoxia — Variimorda — Zeamordella

    - Триба: Mordellistenini
    - Триба: Stenaliini
    - Триба: Raynoldsiellini
      - Род: Reynoldsiella
      - †Род: Primaevomordellida

  - †Подсемейство: Praemordellinae
    - †Род: Bellimordella
    - †Род: Mirimordella
    - †Род: Praemordella